# Dorgali
Dorgali es un municipio italiano y su capital, de 8.190 habitantes en la provincia de Nuoro. Es uno de los centros más importantes de la Barbagia. 

## Evolución demográfica
| Gráfica de evolución demográfica de Dorgali entre 1861 y 2001 |
|                                                               |
| Fuente ISTAT - elaboración gráfica de Wikipedia               |

## Geografía

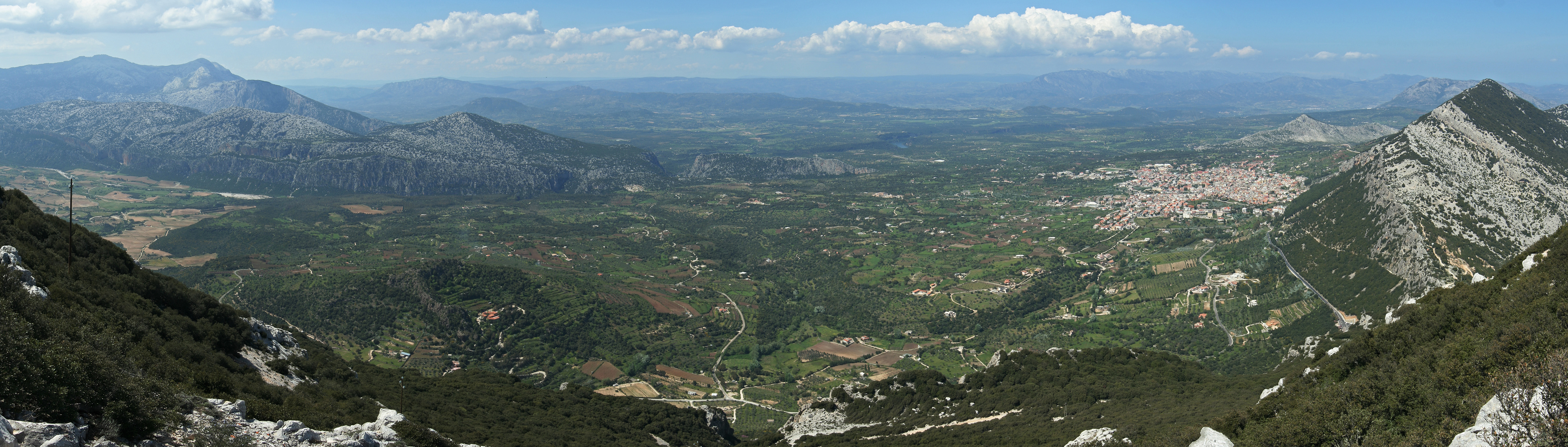
Vista de Dorgali desde el Monte Tului.

Situado en la zona centro-oriental de Cerdeña, sobre la vertiente occidental del monte Bardia (882 m s. n. m.), Dorgali tiene un territorio que se extiende por casi 225 km², desde las laderas del Supramonte a las mesetas del Gollèi; es, por lo tanto, uno de los municipios más vastos de la isla.
Limita al sur con los municipios de Baunei, Urzulei y Orgosolo, al oeste con los de Oliena, Nuoro, Orune, al norte con Lula, Galtellì y Orosei, para quedar en el este sobre el golfo de Orosei.
A poco menos de dos horas desde Olbia, Dorgali debe parte de su fama a la frazione de Cala Gonone, que dista algunos kilómetros más del valle sobre la costa del golfo de Orosei.

## Economía
Dorgali vive sobre todo del turismo y las actividades que a él se ligan. Además de las playas cabe mencionar sitios de interés arqueológico como poblados nurágicos en el monte Tiscali y en Serra Orrios, entre otros. La artesanía es variada e importantes son las labores de filigrana de oro. Se producen también cerámicas artísticas, piel, tapetes y cuchillos.